# Obras completas (y otros cuentos)
Obras completas (y otros cuentos) (1959) es el título de un libro de relatos del escritor Augusto Monterroso, una colección de cuentos cortos y microrrelatos.
Monterroso es un escritor que utiliza el humor, de manera crítica, para resaltar situaciones de injusticia social, de discriminación. En suma, se trata de un escritor comprometido con su mundo, aunque alejado del activismo político, tras exiliarse en México en 1944, por sus actividades contra la dictadura de Jorge Ubico.
En el trayecto que va de sus primeros ensayos poéticos en la revista América hasta sus más recientes libros, Augusto Monterroso sorteó innumerables tentaciones y escollos. Al hablar de él, los críticos invocan la inteligencia, el humor, la reticencia o la timidez.
En Colombia, este libro ha sido muy utilizado como PLAN LECTOR, en ciudades como Medellín, Cali, Bogotá y Manizales, entre otros.

## Contenido
El libro se compone de los siguientes relatos:
- Míster Taylor
- Uno de cada tres
- Sinfonía concluida
- Primera dama
- El eclipse
- Diógenes también
- El dinosaurio
- Leopoldo (sus trabajos)
- El concierto
- El centenario
- No quiero engañarlos
- Vaca
- Obras completas